# Aloysia Weber
María Aloysia Antonia Weber Lange (Zell im Wiesental, c.1760 - Salzburg, 8 de juny de 1839) va ser una soprano d'origen alemany, que formà part de la família de Wolfgang Amadeus Mozart.

## Biografia
Aloysia Weber era una de les quatre filles de la família Weber, formada per Fridolin Weber, músic de la cort, i Maria Cecilia Stamm. Les seves tres germanes eren la soprano Josepha Weber (1758-1819), que va protagonitzar per primera vegada el paper de la Reina de la Nit en l'òpera de Mozart La Flauta Màgica; Constanze Weber, l'esposa de Mozart, i Sophie Weber. El seu cosí segon era el compositor Carl Maria von Weber.
Poc després del seu naixement, la família es va traslladar a Mannheim, on Aloysia va créixer. El 1778 es va traslladar a Munic, on va tenir lloc el seu debut operístic, i aviat va guanyar més que el seu pare. A l'any següent va començar a cantar en el National Singspiel, a Viena, un projecte de l'emperador Josep II del Sacre Imperi Romanogermànic. La família al complet es va mudar a Viena al setembre, on el pare va morir sobtadament tan sols un mes després de la seva arribada.
Des de 1779 i durant les següents dues dècades, Aloysia Weber va prosseguir la seva carrera a Viena, on esdevingué membre del Hofbühnen. Hi interpretà, entre d'altres: Constanze a El rapte en el serrall, Madame Herz a l'estrena de Mozart Der Schauspieldirektor, i Donna Anna a l'estrena a Viena de Don Giovanni.
El 31 d'octubre de 1780 es va casar amb Joseph Lange, un actor del Theater am Kärntnertor, el teatre de la cort, i també pintor aficionat (posteriorment va fer un retrat molt conegut de Mozart).
Aloysia Weber es va traslladar al Burgtheater el 1782, cantant òpera italiana. Va romandre-hi durant només vuit mesos, atès que aviat es va convertir en «persona non grata a causa de desacords sobre el salari i l'assignació de papers, així com per la no assistència a algunes funcions». Va continuar cantant, no obstant això, en el Kärntnertortheater, així com en papers ocasionals en el mateix Burgtheater. L'any 1784 va fer una gira amb el seu marit i cantà a Hamburg. Després de rescindir el contracte al 1788 a la Cort de Viena, hi tornà a cantar entre els anys 1790 i 1795, any en què va fer una gira de concerts a Leipzig i Hamburg al costat de la seva germana Constanze, en aquells dies vídua de Mozart. Entorn de la mateixa data, va deixar de viure al costat del seu marit Lange. En anys següents cantà a Hamburg, Amsterdam, Bremen i a Frankfurt del Main.
Va passar els seus últims anys a Salzburg per a estar prop de les seves germanes Constanze i Sophie, que s'hi havien traslladat.

## Relació amb Mozart
Entorn de 1777 Wolfgang Amadeus Mozart va passar algun temps a Mannheim, on esperava (inútilment) trobar ocupació com a músic de cort. En aquest temps va conèixer alguns músics de la ciutat i, entre ells, els Weber. Mozart es va sentir interessat en la veu i el cant d'Aloysia i també a obtenir el seu amor. I sembla que va expressar el seu desig de casar-s'hi, encara que no és prou clara la consistència de les seves intencions, o si van ser correspostes.
Va abandonar Mannheim durant uns quants mesos i es va traslladar a París en la cerca incessant d'un lloc fix com a músic de cort. En el seu retorn a Salzburg va passar per Munic, on Aloysia es trobava llavors treballant. D'acord amb els fets narrats en l'esborrany de la biografia de Mozart escrita per Georg Nikolaus von Nissen, Mozart i Aloysia van tenir un retrobament desagradable.
Mozart es va traslladar a Viena el 1781, i més tard, aquest mateix any, es va allotjar a la casa de la família Weber. El pare havia mort el 1779, i la mare llogava habitacions per sostenir la família. Mozart llavors es va enamorar de la tercera filla, Constanze. Quan tots dos es van casar el 1782, Mozart es va convertir en el cunyat d'Aloysia. Aparentment, no hi havia mals sentiments que perduressin, ja que Mozart va escriure un bon nombre d'obres per a Aloysia.

### Música escrita per Mozart per a Aloysia Weber

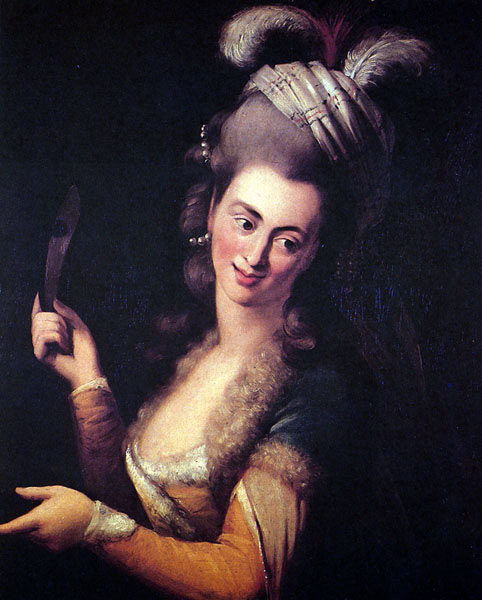
Aloysia Weber en el paper de Zémire, en l'òpera Zémire et Astor, d'André Grétry.

Durant l'estada a Mannheim (1777-1778):
- Recitatiu i Ària per a Soprano, «Alcandro, el confesso / Non sò, d'onde viene», K. 294.[7]
- Recitatiu i Ària per a Soprano, «Popoli di Tessaglia!», K. 316/300b.[8]

Durant els anys a Viena (1781-1791):
- Ària per a Soprano, «Nehmt meinen Dank, ihr holden Gönner!», K. 383.[8]
- Escena i rondo «Mia speranza adorata – Ah, senar sai, qual pena», K. 416, estrenada per Aloysia Weber l'11 de gener en un concert en el Mehlgrube, el lloc de la posterior estrena de molts dels concerts per a piano de Mozart.[6]
- Dues àries inserides en una producció feta al Burgtheater al juny de 1783 de l'òpera de Pasquale Anfossi Il curiós indiscretː[6][2] «Vorrei spiegarvi, oh Va donar!» K. 418 i «No, no, che non sei capace, no, che senar sei capace» K. 419.
- El paper de senyora Herz en el singspiel curt Der Schauspieldirektor K.486, consistent en una ària, Da schlagt die Abschiedsstunde, un trio, i el vodevil final. Aquesta peça va ser escrita per a una festa oferta per l'emperador Josep II al febrer de 1786.
- Ària per a Soprano, «Ah se in ciel», K. 538 (1788).

### Papers en òperes de Mozart interpretats per Aloysia Weber
- Donna Anna, en l'òpera Don Giovanni, en l'estrena a Viena, el 7 de maig de 1788.
- Constanze, en una producció d'El rapte en el serrall (1785-1788).
- Sesto, en una actuació benèfica de La clemència de Tito (1795).[9]

## Aloysia Weber en la ficció
El fallit romanç entre Mozart i Aloysia va ser traslladat a la ficció en la novel·la Mozart's Wife, de Juliet Waldron (2000). Una altra novel·la, amb més elements de ficció, és Marrying Mozart, d'Stephanie Cowell (2004).